# 花蓮東大門國際觀光夜市
- 關於高雄市的自強夜市，請見「五甲自強夜市」。
- 關於嘉義縣的彩虹商圈夜市，請見「七主宮夜市」。

花蓮東大門國際觀光夜市，簡稱東大門夜市，位於台灣花蓮縣花蓮市重慶路及中山路口，橫跨花蓮市第二聯合里的民主里、民族里及民治里，以原有福町夜市、自強夜市、南濱夜市、彩虹夜市遷移整併而來。可細分為福町夜市、自強夜市、原住民一條街及大陸各省一條街四大區域，占地約9公頃，是台灣東部規模最大的夜市。2015年7月開幕，營業時間為每日18:00至翌日00:00，攤位總數共計400攤，並於2016年9月初開始納入花蓮縣政府觀光處的旅遊人數統計範圍，截至目前，東大門夜市平均每月有10~12萬觀光人次。

## 地理
位於花蓮市東南側之市郊區及六期重劃區，台鐵舊花蓮車站及花蓮機務段，南側為太平洋公園及太平洋，北側為花蓮市中心，東側為花蓮女中及中山路（花15線鄉道），西側為重慶市場及紅毛溪（香榭日出大道）。因其位於濱海公園（南濱公園、北濱公園）、縣道193號及市中心的要衝地帶，在寧靜的夜晚，有著涼爽的海風吹拂，因此固然成了遊客及當地居民前往享用晚餐的好去處。

## 歷史
- 2014年4月：自強夜市臉書粉絲專頁成立
- 2015年7月：東大門夜市合併成立
- 2016年9月：開始納入花蓮縣政府觀光處旅客統計範圍，當月統計遊客達14萬人
- 2016年11月：獲經濟部評定為全國二星優良市集
- 2019年5月：因營業後的火苗未完全熄滅而引發大火，損失40攤位[1]

## 遊客人數統計
| 年份   | 全年旅遊人數 | 平均每月旅遊人數 | 平增(減)率 |
| ------ | ------------ | ---------------- | ---------- |
| 2016年 | 483,000      | 120,750          | - -        |
| 2017年 | 1,341,500    | 111,792          | -7.42%     |
| 2018年 | 964,900      | 80,408           | -28.08%    |
| 2019年 | 1,628,700    | 135,725          | +68.80%    |
| 2020年 | 2,723,022    | 226,919          | +67.19%    |

## 布置
花蓮東大門夜市步道地磚均以印度黑搭配泉州白之花崗岩鋪設而成，每塊方磚長、寬均1.5公尺，厚度為10公分。

## 特色美食

### 福町夜市
- 正當冰
- 東麥局燒番麥
- 公正街香酥雞
- 南濱臭豆腐豬血湯
- 香港茶餐廳

### 原住民一條街
- 第一家烤肉串
- 林家燒番麥
- 原香嘟論竹筒飯
- 馬告炒麵刈包
- 不一樣的瘋味蔥捲餅
- 高大俠海鮮燒烤 Bar
- 原醉

### 各省一條街
- 法式官財板
- 唐人街牛排
- 菓子精靈創意紅豆餅
- 圓愛玉

### 自強夜市
- 游家來來烤肉
- 家傳東山鴨頭
- 花蓮銅板燒干貝
- 強蛋餅
- 拔絲地瓜芋頭
- 億大雪花冰

## 外部連結
- （繁體中文）花蓮觀光資訊網 - 東大門夜市 （页面存档备份，存于）
- （繁體中文）花蓮縣政府觀光處 （页面存档备份，存于）
- （繁體中文）花蓮東大門夜市的Facebook專頁